# Sergio Argote
Sergio Javier Argote Navarrete (Iquique, 9 de mayo de 1986), futbolista chileno. Nació en Iquique, Región de Tarapacá. Juega de Centrocampista y su equipo natal fue Deportes Iquique, debutando en el Primer Equipo recién a los 25 años el 18 de julio de 2011 ante San Marcos de Arica. Anteriormente a esta aventura, Sergio fue futbolista de playa actividad a la que se reintegró este año 2012 defendiendo al cuadro de fútbol playa de Deportes Iquique.

## Selección nacional
No registra participaciones.

## Selección nacional de fútbol playa
Se presentaba como titular y goleador de la selección

## Clubes
| Club                               | País  | Año       |
| ---------------------------------- | ----- | --------- |
| Deportes Iquique                   | Chile | 2011      |
| Selección de fútbol playa de Chile | Chile | 2012-Act. |

## Títulos

### Nacionales
No registra títulos nacionales.

### Distinciones individuales
- No tiene

## Participaciones internacionales
- No tiene

- Datos: Q6125323